# Девон (грофовија)
Девон (енгл. Devon) је традиционална грофовија у југозападном региону Енглеске. На западу се граничи са Корнволом, а на истоку са Дорсетом и Самерсетом. Јужно од Девона је канал Ламанш. На северу је Бристолски залив. Главни град грофовије је Ексетер, а већи од њега је аутономни град Плимут. 
Име Девон потиче од имена келтског народа Dumnonii који је овде живео у време римске инвазије (око 50. године п. н. е). Девон је дао име геолошкој ери (види: Девон (периода)), због обиља сивог кречњака из те епохе присутног у овом подручју. 
У грофовији се налази природни резерват Светске баштине УНЕСКО. То је обала Дорсета и источног Девона, позната као Обала из доба Јуре. Јединствена геологија, природни резервати, летовалишта са благом климом и историјски градови основ су за развијену туристичку индустрију Девона. 

## Администрација
Грофовијом управља веће Девона. Оно окупља 8 управних јединица. Поред већа, у грофовији постоје два аутономна града. То су луке и летовалишта Плимут (Plymouth) и Торбеј (Torbay).